# Extension du domaine de la lutte
Pour l’article homonyme, voir Extension du domaine de la lutte (film).
 (août 2017).
Si vous disposez d'ouvrages ou d'articles de référence ou si vous connaissez des sites web de qualité traitant du thème abordé ici, merci de compléter l'article en donnant les références utiles à sa vérifiabilité et en les liant à la section « Notes et références ».
Extension du domaine de la lutte est un roman de Michel Houellebecq sorti en 1994 aux Éditions Maurice Nadeau. Il raconte l'histoire d'un cadre moyen célibataire qui oscille entre une déprime sur fond d'inhumanité de la société française et un souci de détachement voulu et de passivité — peut-être par réaction —, accompagné d'un certain humour désabusé.

## Résumé
Le héros a trente ans. Cadre moyen, analyste-programmeur dans une société informatique, son salaire net atteint 2,5 fois le SMIC. Malgré cette insertion sociale, il n’attire pas les femmes. Dépourvu de beauté comme de charme, sujet à de fréquents excès dépressifs, il ne correspond guère à ce que les femmes recherchent en priorité sur le marché du sexe ou de la satisfaction narcissique. On ne connaît pas son nom mais personne ne semble s’en soucier.
Joueur disqualifié mais spectateur perspicace de cette partie de faux-semblants qu’est la vie moderne occidentale, le narrateur décrit la lutte quotidienne de ses congénères, toujours en quête d’un peu d’amour, de plaisir, d’argent. Cette lutte, étendue à tous les aspects de la vie humaine sous l’influence du modèle libéral, transforme le moindre de nos gestes en un combat épique, au terme duquel notre position dans la société humaine est corrigée, à la hausse ou à la baisse. Même nos lits ne sont plus un refuge. Il faut s’y distinguer. La sexualité est un système de hiérarchie sociale. Résigné, le narrateur se place définitivement en dehors de cette lutte, enfermé dans la nostalgie de l’adolescence, son récit ne faisant toutefois jamais allusion à ses parents (sauf pour décrire rapidement la scène de sa conception) il souhaite parfois la mort sans pouvoir s’y résoudre.
Souvent, son entourage fait preuve d’un dynamisme de façade qui tranche avec sa propre neurasthénie. Pourtant, le désenchantement survient toujours, comme s’il était impossible – ou risible – de s’impliquer dans le monde. Le narrateur décrit ainsi le décalage entre la projection existentielle d’un de ses amis et la réalité de sa vie quotidienne, mettant en perspective son idéologie élitiste et la médiocrité d’un célibat sans issue.

## Thèmes
Il est difficile de savoir si Houellebecq exprime à travers son personnage des idées qui sont les siennes ou s'il cherche au contraire à en faire une sorte d'anti-héros en lui prêtant des positions intellectuelles insolites.

### Le libéralisme
Le roman expose une proposition sur l'analyse des relations sociales hommes-femmes sous l'aspect du libéralisme, proche des conceptions d'un sociologue comme Michel Clouscard.
La lutte dont il est question est la lutte des classes, qui serait désormais étendue au domaine sexuel lui-même de façon perpendiculaire au statut économique (le narrateur se décrit comme gagnant sur le second axe, perdant sur le premier). Ce point de vue inspiré du marxisme est cependant celui du narrateur et non nécessairement de l'auteur : quelque temps plus tard, celui-ci publiera Plateforme, qui fait vanter au contraire par son propre narrateur les bienfaits du tourisme sexuel entre adultes consentants, thème libéral s'il en est.

### Rôle de la psychanalyse (selon le héros)
Le héros ou anti-héros livre également ses considérations sur le rôle présumé nocif de la psychanalyse sur les femmes : les psychanalystes procéderaient simplement à la destruction de l'innocence, de la générosité, et donc de « toute aptitude à l'amour ». Mais peut-être l'auteur veut-il par là simplement montrer le désespoir de son anti-héros.
Ce rejet de la psychanalyse est également typique de Houellebecq, qui considère les psychanalystes comme des charlatans qui fondent des raisonnements sur des spéculations.

## Extraits
« Vendredi soir, j'étais invité à une soirée chez un collègue de travail. On était une bonne trentaine, rien que des cadres moyens âgés de vingt-cinq à quarante ans. »

— Incipit

« Dans un système économique où le licenciement est prohibé, chacun réussit plus ou moins à trouver sa place. Dans un système sexuel où l’adultère est prohibé, chacun réussit plus ou moins à trouver son compagnon de lit. En système économique parfaitement libéral, certains accumulent des fortunes considérables ; d'autres croupissent dans le chômage et la misère. En système sexuel parfaitement libéral, certains ont une vie érotique variée et excitante ; d'autres sont réduits à la masturbation et la solitude. Le libéralisme économique, c'est l'extension du domaine de la lutte, son extension à tous les âges de la vie et à toutes les classes de la société. De même, le libéralisme sexuel, c'est l'extension du domaine de la lutte, son extension à tous les âges de la vie et à toutes les classes de la société. Sur le plan économique, Raphaël Tisserand appartient au camp des vainqueurs ; sur le plan sexuel, à celui des vaincus. Certains gagnent sur les deux tableaux ; d'autres perdent sur les deux. »

## Adaptation cinématographique
Le roman a fait l'objet, en 1999, d'une adaptation cinématographique portant le même titre, réalisée par Philippe Harel, avec, dans les principaux rôles, José Garcia, Philippe Harel et Catherine Mouchet.

## Éditions
- Extension du domaine de la lutte, Paris, Éditions Maurice Nadeau, 1994, 156 p.  (ISBN 978-2-290-34952-6) ; rééd. 1998, 180 p.  (ISBN 2-8623-1124-3).
- Paris, Éditions J'ai lu, « Nouvelle génération », 1997, 155 p.  (ISBN 2-290-04576-4) ; réimpression 1999 (avec en couverture, une image tirée du film homonyme de Philippe Harel)  (ISBN 2-290-14576-9) ; réimpression 2008  (ISBN 978-2-290-34952-6).
- Paris, Le Grand livre du mois, 2001, 180 p.  (ISBN 2-7028-4777-3) ; réimpression 2005.  (ISBN 2-2903-4952-6).
- Compris dans le coffret de 3 volumes : Plateforme - Extension du domaine de la lutte - Les Particules élémentaires, Éditions J'ai lu, « J'ai Lu Librio Martinguale », 2002, 730 p.  (ISBN 2-277-60477-1) ; réimpression 2003.  (ISBN 2-277-60677-4).
- Paris, Flammarion, 2021, 192 p.  (ISBN 9782080257741)